# Inre Lombtjärnen
Inre Lombtjärnen är en sjö i Överkalix kommun i Norrbotten och ingår i Töreälvens huvudavrinningsområde.